# Koromfe
Koromfe (phonetisch [koromfe]), auch mit "u" statt "o" oder mit "é" statt "e" geschrieben, ist eine Gur-Sprache, die hauptsächlich im Norden von Burkina Faso gesprochen wird. 
Das Verbreitungsgebiet der Sprache besteht aus ländlichen Gebieten, die sich halbmondförmig westlich, südlich und östlich der Stadt Djibo erstrecken; einige wenige Sprecher leben im benachbarten Mali.
Koromfe ist – für eine Gur-Sprache sehr ungewöhnlich – keine Tonsprache und ist durch die dominanteren Sprachen Mòoré und Fulfulde stark vom Aussterben bedroht. Koromfe lässt sich in einen östlichen und einen westlichen Dialekt unterteilen, der 1997 in der Grammatik von John Rennison beschrieben wurde und auf dem die Darstellung in diesem Artikel basiert.

## Phonologie

### Vokale
Koromfe verfügt über 20 phonemische Vokale: fünf Vollvokale, die jeweils eine Entsprechung mit advanced tongue root (ATR) haben. Alle Vollvokale erscheinen auch in einer nasalierten Form.
Dazu kommt ein variables, schwaches Schwa, das nur zwischen zwei Konsonanten erscheinen kann. Schwas verschwinden mit zunehmendem Sprechtempo.
|             | vorne | zentral | hinten |
| ----------- | ----- | ------- | ------ |
| geschlossen | ɪ, i  |         | ʊ, u   |
| mittel      | ɛ, e  | (ə)     | ɔ, o   |
| offen       |       | a, ʌ    |        |

### Konsonanten
Koromfe verfügt über 17 phonemische Konsonanten. Außerdem gibt es noch folgende Allophone:
- der Tap /ɾ/ ist (außer in Fremdwörtern) ein Allophon von /d/, das nur am Wortanfang und nach nasalen Konsonanten als [d] erscheint,
- der Frikativ /ɣ/ ist ein Allophon von /g/, das am Wortanfang, nach nasalen Konsonanten und in der Nähe eines hohen Vokals mit advanced tongue root als [g] erscheint,
- die Konsonanten /j,w,h/ erscheinen auch in den nasalierten Formen [ĵ,ŵ,ĥ].

|               | bilabial | labiodental | alveolar | palatal | velar | glottal |
| ------------- | -------- | ----------- | -------- | ------- | ----- | ------- |
| Plosive       | p, b     |             | t, d     |         | k, ɡ  |         |
| Nasale        | m        |             | n        |         | ŋ     |         |
| Taps          |          |             | ɾ        |         |       |         |
| Frikative     |          | f, v        | s, z     |         | ɣ     | h       |
| Approximanten |          |             |          | j       | w     |         |
| Laterale      |          |             | l        |         |       |         |

## Weblink
- Online-Wörterbuch Koromfe - Englisch/Französisch/Deutsch